# Seljuki Khatun
Seljuki Khatun, död 1188, var gift med kalif al-Mutawakkil (regent 1180-1225).
Hon övergav sin första make på grund av äktenskapsbrott. 
Hon tvingades gifta sig med kalifen mot sin vilja, men fick stort inflytande över honom. Hon avled efter ett kort äktenskap. 